# Machaonia urbinoi
Machaonia urbinoi là một loài thực vật có hoa trong họ Thiến thảo. Loài này được Borhidi & O.Muñiz mô tả khoa học đầu tiên năm 1977.